# Jan Trojan Turnovský
Jan Trojan (Traján) Turnovský (Trajanus Calcitraha Turnovinus; * um 1550 in Turnov; † 1606 in Sepekov) war ein tschechischer Komponist.
Turnovský immatrikulierte sich 1564 an der Karls-Universität Prag und wirkte ab etwa 1579 als utraquistischer Pfarrer an verschiedenen Orten, zuletzt spätestens ab 1595 in Sepekov. Er komponierte zahlreiche Sakralwerke, darunter fünf Offizien, Responsorien und Lieder. Neben Christoph Harant von Polschitz und Weseritz gilt er als einer der bedeutendsten tschechischen Komponisten des 16. Jahrhunderts.